# Navajosphenodon sani
Navajosphenodon sani (лат.) — вид вымерших пресмыкающихся из семейства клинозубых отряда клювоголовых, единственный в роде Navajosphenodon. Известен по хорошо сохранившемуся скелету из отложений формации Кайента в США (Аризона), относящихся к нижней юре (синемюр—плинсбах; около 199,3—182,7 млн лет).
Является одним из древнейших представителей подсемейства Sphenodontinae, включающего гаттерию и её ближайших вымерших родственников. Сравнение Navajosphenodon и гаттерии показало, что фундаментальные закономерности онтогенеза нижней челюсти и архитектуры скелета, которые были унаследованы гаттерией, возникли ещё в раннеюрскую эпоху. В частности, как и гаттерия, Navajosphenodon имел полную нижнюю височную дугу.